# Леопольдо Трієсте
Леопо́льдо Тріє́сте (італ. Leopoldo Trieste; 3 травня 1917, Реджо-Калабрія, Королівство Італія — 25 січня 2003, Рим) — італійський драматург і сценарист, режисер та комедійний актор.

## Життєпис
Леопольдо Трієсте народився 3 травня 1917 року в Реджо-Калабрія, Італія. Дебютував в кіно у віці 29 років наприкінці 1940-х років. У перші роки своє акторської кінокар'єри знявся у двох фільмах Федеріко Фелліні: «Білий шейх» (1952) та «Мамині синочки» (1953).
Трієсте був одним із жада́них акторів італійського кінематографу 1960-70-х років. Знімався в кіно- і телефільмах Італії, Франції, Іспанії, Німеччині, Великій Британії, Уругваї, США в роботах таких відомих режисерів, як П'єтро Джермі, Діно Різі, Алессандро Блазетті, Роберто Росселліні, Вітторіо Де Сіка, Рене Клеман, Стенлі Крамер, Єжи Сколімовський, Анрі Верней, Френсіс Форд Коппола та ін. Грав переважно ролі другого плану. Серед ролей Трієсте — Пассіні у фільмі «Прощавай, зброє» за однойменним романом Ернеста Гемінгвея (1957, реж. Чарльз Відор та Джон Г'юстон), Блок у «Процесі», телевізійній екранізації роману Франца Кафки (1978, реж. Луїджі Ді Джанні), Мікеле з Чезени в фільмі «Ім'я троянди», знятому Жаном-Жаком Анно за романом Умберто Еко, знаменитий майстер скрипкових інструментів Ніколо Аматі в телефільмі «Страдіварі» (1989, реж. Джакомо Баттіато).
За майстерне виконання ролей другого плану Леопольдо Трієсте був тричі відзначений премією Італійського національного синдикату кіножурналістів «Срібна стрічка» та у 1996 році національною кінопремією «Давид ді Донателло».
Леопольдо Трієсте є автором декількох п'єс та низки кіносценаріїв, за двома з якими сам поставив фільми як режисер: «Нічне місто» (1958) та «Гріх юності» (1960).
Помер 25 січня 2003 року в Римі від серцевого нападу.

## Фільмографія
| Рік       |    | Українська назва                                                                       | Оригінальна назва                                                      | Роль                    |
| --------- | -- | -------------------------------------------------------------------------------------- | ---------------------------------------------------------------------- | ----------------------- |
| 1947      | ф  | Прелюдія кохання                                                                       | Preludio d'amore                                                       | Паоло                   |
| 1952      | ф  | Білий шейх                                                                             | Lo sceicco bianco                                                      | Іван Каваллі            |
| 1953      | ф  | Мамині синочки                                                                         | I vitelloni                                                            | Леопольдо Вануччі       |
| 1953      | ф  | Один день у суді                                                                       | Un giorno in pretura                                                   | Леопольдо               |
| 1954      | ф  | Де свобода?                                                                            | Dov'è la libertà...?                                                   | Абрамо Піперно          |
| 1954      | ф  | Американець у Римі                                                                     | Un americano a Roma                                                    | глядач                  |
| 1954      | ф  | Вулиця Падії, 46                                                                       | Via Padova 46                                                          | чоловік з сигаретою     |
| 1955      | ф  | Знак Венери                                                                            | Il segno di Venere                                                     | художник                |
| 1955      | ф  | Мій покровитель                                                                        | Il padrone sono me                                                     | філософ                 |
| 1955      | ф  | Герой нашого часу                                                                      | Un eroe dei nostri tempi                                               | Авреліо                 |
| 1955      | ф  | Мужність                                                                               | Il coraggio                                                            | Ріалті                  |
| 1956      | ф  | Пункт призначення Дождінело                                                            | Destinazione Piovarolo                                                 | залізничний інспектор   |
| 1956      | ф  | Я повертаюся до життя                                                                  | Todos somos necesarios                                                 |                         |
| 1957      | ф  | Прощавай, зброє!                                                                       | A Farewell to Arms                                                     | Пассіні                 |
| 1958      | ф  | Нічне місто                                                                            | Città di notte                                                         |                         |
| 1959      | ф  | Усі закохані                                                                           | Tutti innamorati                                                       | Чіпріані                |
| 1959      | ф  | Пригода на Капрі                                                                       | Avventura a Capri                                                      | професор Кавіккіо       |
| 1959      | ф  | Мораліст                                                                               | Il moralista                                                           | рекламодавець           |
| 1960      | ф  | Шведки                                                                                 | Le svedesi                                                             | Алессіо                 |
| 1961      | ф  | Як радісно жити                                                                        | Che gioia vivere                                                       | художник-анархіст       |
| 1961      | ф  | День лева                                                                              | Un giorno da leoni                                                     | Мікеле                  |
| 1961      | ф  | Розлучення по-італійськи                                                               | Divorzio all'italiana                                                  | Кармело Патане          |
| 1963      | ф  | Із занепокоєнням                                                                       | La smania addosso                                                      | Калоджеро Ло Ніро       |
| 1963      | ф  | Успіх                                                                                  | Il successo                                                            | Грассі                  |
| 1964      | ф  | Спокушена і покинута                                                                   | Sedotta e abbandonata                                                  | барон Ріцері Запалья    |
| 1964      | ф  | Вулиця Венето                                                                          | Via Veneto                                                             |                         |
| 1964      | ф  | ФБР. Операція Баальбек                                                                 | F.B.I. operazione Baalbeck                                             | Пагані                  |
| 1964      | ф  | Білі голоси                                                                            | Le voci bianche                                                        | «Орапроноббі»           |
| 1964      | ф  | Біло-червоно-жовта троянда                                                             | Bianco, rosso, giallo, rosa                                            | психіатр                |
| 1964      | ф  | Тривожна кнопка                                                                        | Panic Button                                                           |                         |
| 1965—1968 | с  | Я — шпигун                                                                             | I Spy                                                                  | Кріп                    |
| 1965      | ф  | Пляжна парасолька                                                                      | L'ombrellone                                                           | професор Феррі          |
| 1966      | ф  | Діва для принца                                                                        | Una vergine per il principe                                            | маркіз Давид ді Препара |
| 1966      | ф  | Питання честі                                                                          | Una questione d'onore                                                  | адвокат Маззало         |
| 1966      | ф  | Я не розумію                                                                           | Spara forte, più forte, non capisco                                    | Карло Сапоріто          |
| 1967      | ф  | Кожному своє                                                                           | A ciascuno il suo                                                      | депутат комуніст        |
| 1967      | ф  | Забезпечити дівчиною                                                                   | Assicurasi vergine                                                     | Лоренціно Чоноцца       |
| 1967      | ф  | Наречена стрільця                                                                      | La ragazza del bersagliere                                             | сержант                 |
| 1967      | ф  | Люди честі                                                                             | Gente d'onore                                                          |                         |
| 1967      | ф  | Пояс цнотливості                                                                       | La cintura di castità                                                  | рибак                   |
| 1968      | с  | Піквікський клуб                                                                       | Il circolo Pickwick                                                    | Август Снодграсс        |
| 1968      | ф  | Ескалація                                                                              | Escalation                                                             |                         |
| 1968      | ф  | Лікар страхової каси                                                                   | Il medico della mutua                                                  | П'єтро                  |
| 1968      | ф  | Черевики рибалки                                                                       | The Shoes of the Fisherman                                             | помираючий друг         |
| 1968      | ф  | Випробування для генерала                                                              | La prova generale                                                      |                         |
| 1969      | ф  | Таємниця Санта-Вітторії                                                                | The Secret of Santa Vittoria                                           | Фабріціо Вітторіні      |
| 1969      | ф  | Сицилійський клан                                                                      | Le clan des Siciliens                                                  | перекупник Турі         |
| 1969      | ф  | Прибери ногу з лобового скла                                                           | Togli le gambe dal parabrezza                                          |                         |
| 1970      | ф  | Кицю, кицю, я кохаю тебе                                                               | Pussycat, Pussycat, I Love You                                         | портьє                  |
| 1970      | ф  | Рожева пляма                                                                           | Una macchia rosa                                                       | актор                   |
| 1970      | ф  | Пригоди Жерара                                                                         | The Adventures of Gerard                                               | маршал Массена          |
| 1970      | ф  | Золотий осел: Низка незвичайних подій, спрямованих проти Люціуса Апулеуса, жителя Рима | L'asino d'oro: processo per fatti strani contro Lucius Apuleius cit... | Руфініо                 |
| 1971      | ф  | Втеча                                                                                  | La poudre d'escampette                                                 | сержант у форті         |
| 1971      | ф  | Відпустка                                                                              | La vacanza                                                             | суддя                   |
| 1971      | ф  | Кривава затока                                                                         | Reazione a catena                                                      | Паоло Фоссаті           |
| 1971      | ф  | Посмішка павука                                                                        | Il sorriso del ragno                                                   |                         |
| 1971      | ф  | Трастевере                                                                             | Trastevere                                                             | професор                |
| 1971      | ф  | Манія величі                                                                           | La folie des grandeurs                                                 |                         |
| 1971      | ф  | Стрес                                                                                  | Stress                                                                 |                         |
| 1972      | ф  | Гола кобила                                                                            | Una cavalla tutta nuda                                                 | Маріто ді Геммата       |
| 1972      | ф  | Дешеве чтиво                                                                           | Pulp                                                                   | Марковіц                |
| 1972      | ф  | Заборонені оповідання... без суконь і підв'язок                                        | Racconti proibiti... di niente vestiti                                 | чоловік Фіори           |
| 1972      | ф  | Навіть якщо б я хотів працювати?                                                       | Anche se volessi lavorare, che faccio?                                 | маршал Капріотті        |
| 1973      | ф  | Ти мені подобаєшся                                                                     | Il tuo piacere è il mio                                                |                         |
| 1973      | ф  | А тепер не дивися                                                                      | Don't Look Now                                                         | менеджер готелю         |
| 1973      | ф  | Синьйора в стані примусу                                                               | La signora è stata violentata                                          | психоаналітик           |
| 1974      | ф  | Обсвистаний секс                                                                       | Fischia il sesso                                                       | Леонард                 |
| 1974      | ф  | Нічний комісаріат                                                                      | Commissariato di notturna                                              | бригадир Спано          |
| 1974      | ф  | Кліщ                                                                                   | Il saprofita                                                           |                         |
| 1974      | ф  | Хрещений батько 2                                                                      | The Godfather: Part II                                                 | синьйор Роберто         |
| 1974      | ф  | Моя любове, не роби мені боляче                                                        | Amore mio non farmi male                                               | адвокат Мусумечі        |
| 1974      | ф  | Загублена                                                                              | L'ammazzatina                                                          | Туччо Лангатта          |
| 1975      | ф  | Діва на ім'я Марія                                                                     | Vergine, e di nome Maria                                               | Нікола                  |
| 1975      | с  | Синьйора Ава                                                                           | Signora Ava                                                            | Еутікіо Де Різіо        |
| 1975      | ф  | Два серця, одна волосина                                                               | Due cuori, una cappella                                                | доглядач цвинтаря       |
| 1975      | ф  | Приватні уроки                                                                         | Lezioni private                                                        | ексгібіціоніст          |
| 1975      | ф  | Наркотичний Рим                                                                        | Roma drogata: la polizia non può intervenire                           |                         |
| 1975      | ф  | Барон                                                                                  | I baroni                                                               | церемоніймейстер        |
| 1976      | ф  | Уроки віолончелі з токатами і фугами                                                   | Lezioni di violoncello con toccata e fuga                              |                         |
| 1976      | с  | Біля витоків мафії                                                                     | Alle origini della mafia                                               | юрист Маццулло          |
| 1976      | ф  | Безнадійно ваш... Підпис: Макалузо Кармело, відомий як Джованні                        | Perdutamente tuo... mi firmo Macaluso Carmelo fu Giuseppe              | дон Калоджеро Ліотта    |
| 1976      | ф  | Дерево з рожевим листям                                                                | L'albero dalle foglie rosa                                             |                         |
| 1977      | ф  | Людина з Корлеоне                                                                      | L'uomo di Corleone                                                     |                         |
| 1979      | ф  | Калігула                                                                               | Caligula                                                               | Гарікл                  |
| 1979      | ф  | Чорний скакун                                                                          | The Black Stallion                                                     | священик                |
| 1980      | ф  | Громило в Єгипті                                                                       | Piedone d'Egitto                                                       | Черульйо                |
| 1981      | ф  | Запашний горох                                                                         | Piso pisello                                                           | бродяга                 |
| 1981      | ф  | Маркіз дель Грілло                                                                     | Il marchese del Grillo                                                 | панотець Сабіно         |
| 1982      | ф  | Карлик                                                                                 | Malamore                                                               | адміністрітор           |
| 1982      | с  | Верді                                                                                  | Verdi                                                                  | Фінола                  |
| 1983      | ф  | Плащ                                                                                   | Trenchcoat                                                             | Естебан Ортега          |
| 1984      | ф  | Генріх IV                                                                              | Enrico IV                                                              | психіатр                |
| 1985      | с  | Кво Вадіс                                                                              | Quo Vadis?                                                             | Хілон                   |
| 1986      | ф  | Момо                                                                                   | Momo                                                                   | Беппо                   |
| 1986      | ф  | Ім'я троянди                                                                           | Der Name der Rose                                                      | Мікеле з Чезени         |
| 1987      | ф  | Говори сміливо                                                                         | Il coraggio di parlare                                                 | Дон Бруно               |
| 1988      | ф  | Страдіварі                                                                             | Stradivari                                                             | Ніколо Аматі            |
| 1988      | ф  | Новий кінотеатр «Парадізо»                                                             | Nuovo Cinema Paradiso                                                  | батько Адельфіо         |
| 1988      | ф  | Дон Боско                                                                              | Don Bosco                                                              | Дон Борель              |
| 1990      | ф  | Мандри кохання                                                                         | Viaggio d'amore                                                        | вагонер                 |
| 1990      | тф | Мадемуазель Ардель                                                                     | Mademoiselle Ardel                                                     | Буратті                 |
| 1990      | ф  | Сонце в пітьмі                                                                         | Il sole buio                                                           | Альфонсо Ісгро          |
| 1994      | ф  | Хлопчик-суддя                                                                          | Il giudice ragazzino                                                   | містер Ліватіно         |
| 1994      | ф  | Фабрика зірок                                                                          | L'uomo delle stelle                                                    | Mute                    |
| 1997      | ф  | Маріана Укрія                                                                          | Marianna Ucrìa                                                         | претор Камалео          |
| 1999—2011 | с  | Комісар Монтальбано                                                                    | Il commissario Montalbano                                              | Лілло Ріццітано         |
| 2000      | ф  | Рукопис князя                                                                          | Il manoscritto del principe                                            | Лучо Пікколо            |
| 2002      | ф  | Рада Єгипту...                                                                         | Il consiglio d'Egitto...                                               | панотець Сальваторе     |

Сценарист, режисер
| Рік  | Назва українською  | Оригінальна назва           | Сценарист | Режисер |
| ---- | ------------------ | --------------------------- | --------- | ------- |
| 1947 | Прелюдія кохання   | Preludio d'amore            | Так       |         |
| 1948 | Втрачена молодість | Gioventù perduta            | Так       |         |
| 1950 | Червоне небо       | Il cielo è rosso            | Так       |         |
| 1950 | Люди поза законом  | I fuorilegge                | Так       |         |
| 1951 | Біла прокази       | Lebbra bianca               | Так       |         |
| 1951 | Полум'я в лагуні   | Fiamme sulla laguna         | Так       |         |
| 1952 | Триста             | Eran trecento               | Так       |         |
| 1953 | Лихоманка життя    | Febbre di vivere            | Так       |         |
| 1953 | Фальшивомонетники  | I falsari                   | Так       |         |
| 1954 | Вулиця Падуї, 46   | Via Padova 46               | Так       |         |
| 1958 | Нічне місто        | Città di notte              | Так       | Так     |
| 1960 | Гріх юності        | Il peccato degli anni verdi | Так       | Так     |
| 1963 | Ураган на Цейлоні  | Das Todesauge von Ceylon    | Так       |         |

## Визнання
| Нагороди та номінації Леопольдо Трієсте | Нагороди та номінації Леопольдо Трієсте | Нагороди та номінації Леопольдо Трієсте | Нагороди та номінації Леопольдо Трієсте |
| Рік                                     | Категорія                               | Фільм                                   | Результат                               |
| --------------------------------------- | --------------------------------------- | --------------------------------------- | --------------------------------------- |
| Премія «Срібна стрічка»                 |                                         |                                         |                                         |
| 1965                                    | Найкращий актор другого плану           | Спокушена і покинута                    | Перемога                                |
| 1985                                    | Найкращий актор другого плану           | Генріх IV                               | Номінація                               |
| 1995                                    | Найкращий актор другого плану           | Хлопчик-суддя                           | Перемога                                |
| 1996                                    | Найкращий актор другого плану           | Фабрика зірок                           | Перемога                                |
| Премія «Давид ді Донателло»             |                                         |                                         |                                         |
| 1995                                    | Найкращий актор другого плану           | Хлопчик-суддя                           | Номінація                               |
| 1996                                    | Найкращий актор другого плану           | Фабрика зірок                           | Перемога                                |